# Chemie Volley Mitteldeutschland 2014-2015
Questa voce raccoglie le informazioni riguardanti il Chemie Volley Mitteldeutschland nelle competizioni ufficiali della stagione 2014-2015.

## Organigramma societario
Area direttiva
- Presidente: Peter Kurzawa

Area tecnica
- Allenatore: Ulf Quell
- Allenatore in seconda: Jan Kahlenbach
- Scout man: Christian Laux

Area sanitaria
- Medico: Florian Gaul, Christian Meinel, Frank Soldmann
- Fisioterapista: Mandy Anders

## Rosa
| N° | Nome              | Ruolo | Data di nascita | Nazionalità sportiva |
| -- | ----------------- | ----- | --------------- | -------------------- |
| 1  | Marcin Brzeziński | S/O   | 1º luglio 1991  | Polonia              |
| 2  | Dejan Skočić      | C     | 9 maggio 1983   | Croazia              |
| 3  | Yannick Harms     | S     | 14 gennaio 1994 | Germania             |
| 4  | Jannis Hopt       | P     | 3 agosto 1996   | Germania             |
| 6  | Jan Król          | S/O   | 23 agosto 1989  | Polonia              |
| 7  | Ruben Schott      | S     | 8 luglio 1994   | Germania             |
| 9  | Enrico Ehrhardt   | S     | 4 dicembre 1983 | Germania             |
| 12 | Phillip Trenkler  | S     | 5 marzo 1993    | Germania             |
| 13 | Michael Amoroso   | C     | 10 maggio 1989  | Canada               |
| 14 | Dennis Hefter     | L     | 4 marzo 1993    | Germania             |
| 15 | Robert Boldog     | P     | 1º agosto 1991  | Stati Uniti          |
| 17 | Florian Völker    | P     | 6 maggio 1991   | Germania             |
| 18 | Artur Augustýn    | C     | 6 gennaio 1983  | Polonia              |